# بانک آفین
بانک آفین (انگلیسی: Affin Bank) شرکت خدمات مالی و بانکداری مالزیایی است، که در سال ۱۹۷۵ تأسیس شد.